# Cisgender
Een cisgender is iemand van wie de genderidentiteit overeenkomt met het geboortegeslacht. De term wordt doorgaans gebruikt als de tegenhanger van transgender en transseksueel, waarbij het geboortegeslacht en de genderidentiteit niet overeenkomen. Verreweg de meeste mensen zijn cisgender.
Het voorvoegsel cis komt uit het Latijn en betekent 'aan deze kant', zoals trans staat voor 'aan de andere kant'. Het woord cisgender wordt ook wel afgekort tot cis en er kan worden gesproken van cismannen en cisvrouwen.

## Geschiedenis van het woord
Volgens Marquis Bey sprak Ernst Buchard voor het eerst over een cis/trans-onderscheid in de seksuologie. Buchard introduceerde Cisvestitismus in 1914 als tegenhanger van Transvestitismus (travestie of crossdressing). 
Buchard definieerde de term als volgt:

- “Cisvestitismus, die Neigung, die Kleidung einer anderen Altersstufe, Volks- oder Berufsklasse des gleichen Geschlechts zum Zwecke sexueller Entspannung anzulegen, dem Transvestitismus verwandt.”
- Cisvestitisme, de neiging om kleren van een andere levensfase, sociale klasse of beroepsgroep van hetzelfde geslacht aan te trekken met als doel seksuele ontspanning te beleven, verwant met transvestitisme.

Meer dan 50 jaar na Buchard kwam de Duitse seksuoloog Volkmar Sigusch met het neologisme "cisseksueel" (zissexuell in het Duits). Sigusch definieerde een cisseksueel als "iemand die geen chirurgische geslachtsverandering ondergaan heeft".
Volgens de Oxford English Dictionary werd de term cisgender in 1994 in het Engels gemunt in een Usenet-nieuwsgroep over transgender-onderwerpen. In die nieuwsgroep zocht Dana Defosse naar een manier om te verwijzen naar niet-transgender personen zonder impliciet transgender mensen te marginaliseren of als een "ander" neer te zetten. Hoewel de term bedoeld was als een positieve omschrijving om onderscheid te maken tussen trans- en niet-transidentiteit, werd het door sommigen bekritiseerd. Drie decennia later zei Defosse in een persoonlijk essay dat ze het woord niet als een belediging bedoelde. Ze zei dat ze niet geloofde dat het woord cisgender "problemen veroorzaakte – het legde alleen problemen bloot."
Bi+ ·
Homoseksualiteit ·
Lesbianisme ·
Biseksualiteit ·
Panseksualiteit ·
Polyseksualiteit ·
Aseksualiteit ·
Demiseksualiteit ·
Queer ·
Questioning ·
Androfilie ·
Gynofilie
Cisgender
(Vrouw ·
Man) ·
Transgender
(Transvrouw ·
Transman ·
Transseksualiteit) ·
Intersekse ·
Tweeslachtigheid ·
Genderqueer ·
Questioning ·
Androgyn ·
Queer ·
Polygender
(Bigender ·
Trigender) ·
Pangender ·
Agender ·
Demigender
(Demigirl ·
Demiboy ·
Demifluïde ·
Demiflux ·
Demiandrogyn) ·
Neutrois ·
Genderfluïde
(Amorgender) ·
Genderflux ·
Intergender ·
Aporagender ·
Pocketgender ·
Derde geslacht ·
Butch en femme ·
Gendernon-conform ·
Queerheteroseksueel ·
Hijra ·
Two-spirit ·
Fa'afafine ·
Akava'ine ·
Androgynos ·
Bissu ·
Fakaleiti ·
Kathoey ·
Khanith ·
Mahu ·
Mak nyah ·
Muxe ·
Tomboy ·
Travesti ·
Tumtum ·
Winkte
Seksuologie ·
Genderstudies ·
Binaire geslachtsmodel ·
Genderspectrum ·
Lavendeltaalwetenschap ·
Lgbt-literatuur ·
Queerstudies ·
Queer theory
Postgenderisme ·
Feminisme
(Lesbisch feminisme ·
Transfeminisme) ·
Queercore
Oudheid:
Oude Rome ·
Oude Egypte
Vroegmoderne tijd:
Rusland
Moderne tijd:
Nazi-Duitsland ·
Rusland ·
Sovjet-Unie
Heden:
Nederland ·
Rusland ·
Sierra Leone
Roze driehoek ·
Regenboogvlag ·
Hanky code ·
Homomonument
Heteroseksisme
(Homofobie ·
Lesbofobie ·
Bifobie) ·
Genderisme
(Transfobie ·
Transmisogynie
Discriminatie van non-binaire personen ·
Cisseksisme) ·
Heteronormativiteit ·
Pinkwashing ·
Gay panic defense
(Trans panic defense) ·
Oppositie ·
LGBT ·
Homoseksualiteit in het leger
(Don't ask, don't tell) ·
Homoseksualiteit en religie
(Jodendom ·
Christendom ·
Islam ·
Bahai ·
Hindoeïsme ·
Boeddhisme ·
Sikhisme ·
Confucianisme ·
Shintoïsme ·
Taoïsme ·
Satanisme ·
Wicca ·
Unitair Universamisme ·
Scientology ·
Zoroastrisme) ·
Discriminatie tegen mensen met HIV ·
Doodstraf voor homoseksualiteit ·
Haatcriminaliteit ·
(Correctieve verkrachting ·
Antihomoseksueel geweld ·
Antihomoseksueel terrorisme) ·
Lgbt-gerelateerde zelfmoord ·
Conversietherapie (Homogenezing) ·
Schaal van Riddle
Arlington County vs. White ·
Artikel 248bis van het Wetboek van Strafrecht (Nederland) ·
Federal Marriage Amendment ·
Goodridge vs. Department of Public Health ·
Instructie inzake de criteria om roepingen te beoordelen van personen met homoseksuele neigingen met het oog op hun toelating tot het seminarie en de Heilige Wijdingen ·
Jogjakarta-beginselen ·
Jos Brink-prijs ·
Kentucky vs. Wasson ·
Lawrence v. Texas ·
Paragraaf 175 ·
Proposition 8 ·
Sectie 28 ·
Sodomiewetgeving
(Sodomiewetgeving in de Verenigde Staten) ·
Wolfenden Report
Bear ·
Crossdressing ·
(Travestie) ·
Gay Pride Parade ·
Homohoreca ·
Homo-icoon ·
Homo-ontmoetingsplaats ·
Lhbt-boekhandel ·
Outing ·
(Coming-out)
Holebi ·
Genderdysforie ·
Homoseksualiteit bij dieren ·
Safe-space